# حمید جبلی
حمید جبلّی (زادهٔ ۱۰ مهر ۱۳۳۷ در تهران) بازیگر، فیلمنامه‌نویس، کارگردان، صداپیشه، عروسک‌گردان و استاد دانشگاه ایرانی است. او از سال ۱۳۵۸ فعالیت بازیگری را در تئاتر و تلویزیون شروع کرد و سپس به عنوان گوینده و عروسک‌گردان نیز در مجموعه‌های تلویزیونی و نمایش‌های عروسکی مانند شهر موش‌ها فعالیت کرد. جبلی در دههٔ ۷۰ با خلق داستان‌های کلاه قرمزی و نیز گویندگی این شخصیت عروسکی به اوج شهرت رسید.

## حرفه
جبلّی فعالیت خود را از سال ۱۳۵۱ در کانون پرورش فکری کودکان و نوجوانان آغاز کرد و در سال ۱۳۵۷ نیز در تئاتر مشغول به فعالیت شد. فعالیت در تلویزیون ایران را از اوایل دهه شصت با بازی در مجموعه تلویزیونی محله بر و بیا آغاز کرد. یکی از دلایل شهرت او خلق شخصیت کلاه قرمزی به همراه ایرج طهماسب و صحبت به‌جای شخصیت‌های عروسکی کلاه‌قرمزی و پسرخاله بوده است. وی از سال ۱۳۹۵ به سمت استادی با تدریس در پردیس هنرهای زیبای دانشگاه تهران در رشته نمایش عروسکی شروع به فعالیت کرده است. وی درسال ۱۳۹۶ یک نمایشگاه نقاشی با عنوان «کابوس‌های شیرین» و در سال ۹۷ نمایشگاه عکس «ماسوله ۶۷» را در گالری آتبین برپا کرد و نمایشگاه‌های عکسی هم در کانادا و انگلستان داشته است.

## آثار

### سینما

#### بازیگر
- کلاه‌قرمزی و بچه‌ننه (۱۳۹۰) ایرج طهماسب
- رفیق بد (۱۳۸۶) عباس احمدی مطلق
- زیر درخت هلو (۱۳۸۴) ایرج طهماسب
- خواب سفید (۱۳۸۰) حمید جبلی
- کلاه‌قرمزی و سروناز (۱۳۸۱) ایرج طهماسب
- دختر شیرینی‌فروش (۱۳۸۰) ایرج طهماسب
- یکی بود یکی نبود (۱۳۷۹) ایرج طهماسب
- مرد آفتابی (۱۳۷۴) همایون اسعدیان
- کلاه‌قرمزی و پسرخاله (۱۳۷۳) ایرج طهماسب
- مرد ناتمام (۱۳۷۱) محرم زینال زاده
- مریم و میتیل (۱۳۷۱) فتحعلی اویسی
- یک مرد یک خرس (۱۳۷۱) مسعود جعفری جوزانی
- دلشدگان (۱۳۷۰) علی حاتمی
- دیگه چه خبر؟! (۱۳۷۰) تهمینه میلانی
- قُرُق (۱۳۷۰) احمد هاشمی
- سایهٔ خیال (۱۳۶۹) حسین دلیر
- گربهٔ آوازخوان (۱۳۶۹) کامبوزیا پرتوی
- ای ایران (۱۳۶۸) ناصر تقوایی
- ریحانه (۱۳۶۸) علیرضا رئیسیان
- مادر (۱۳۶۸) علی حاتمی
- در مسیر تندباد (۱۳۶۷) مسعود جعفری جوزانی
- ستاره و الماس (۱۳۶۷) سیامک شایقی
- تحفه‌ها (۱۳۶۶) ابراهیم وحیدزاده
- شیرک (۱۳۶۶) داریوش مهرجویی
- شیر سنگی (۱۳۶۵) مسعود جعفری جوزانی
- جاده‌های سرد (۱۳۶۴) مسعود جعفری جوزانی
- خط پایان (۱۳۶۴) محمدعلی طالبی
- مردی که موش شد (۱۳۶۴) احمد بخشی

#### صداپیشه
- کلاه‌قرمزی و بچه‌ننه (۱۳۹۰)
- کلاه‌قرمزی و سروناز (۱۳۸۱)
- یکی بود، یکی نبود (۱۳۷۹)
- کلاه‌قرمزی و پسرخاله (۱۳۷۳)
- شهر موش‌ها (۱۳۶۳)

#### کارگردان
- خواب سفید (۱۳۸۲)
- پسر مریم (۱۳۷۷)

#### نویسنده
- کلاه‌قرمزی و بچه‌ننه (۱۳۹۰)
- زیر درخت هلو (۱۳۸۴)
- خواب سفید (۱۳۸۲)
- کلاه‌قرمزی و سروناز (۱۳۸۱)
- یکی بود، یکی نبود (۱۳۷۹)
- پسر مریم (۱۳۷۷)
- تعطیلات تابستانی (۱۳۷۴)
- کلاه‌قرمزی و پسرخاله (۱۳۷۳)

### تلویزیون
| سال       | نام                       | سمت                                             | کارگردان                                                                      | توضیحات                                                                               |
| --------- | ------------------------- | ----------------------------------------------- | ----------------------------------------------------------------------------- | ------------------------------------------------------------------------------------- |
| ۱۳۹۶–۱۳۹۷ | کلاه قرمزی ۹۷             | صدای عروسک، نویسنده خواننده                     | ایرج طهماسب                                                                   | گویندگی کلاه قرمزی، پسرخاله، گیگیلی، خانم بزرگ                                        |
| ۱۳۹۴–۱۳۹۳ | کلاه‌قرمزی ۹۴              | صدای عروسک، نویسنده خواننده                     | ایرج طهماسب                                                                   | گویندگی کلاه‌قرمزی، پسرخاله، گیگیلی                                                    |
| ۱۳۹۳–۱۳۹۲ | کلاه‌قرمزی ۹۳              | صدای عروسک، نویسنده خواننده                     | ایرج طهماسب                                                                   | گویندگی کلاه‌قرمزی، پسرخاله، گیگیلی و باغ بان                                          |
| ۱۳۹۲–۱۳۹۱ | کلاه‌قرمزی ۹۲              | صدای عروسک، نویسنده خواننده                     | ایرج طهماسب                                                                   | گویندگی کلاه‌قرمزی، پسرخاله، گیگیلی و باغ بان                                          |
| ۱۳۹۱–۱۳۹۰ | کلاه‌قرمزی ۹۱              | صدای عروسک، نویسنده خواننده، عکاس               | ایرج طهماسب                                                                   | گویندگی کلاه‌قرمزی، پسرخاله، گیگیلی و دلاک                                             |
| ۱۳۸۹–۱۳۹۰ | آبدارچی                   | کارگردان                                        | حمید جبلی                                                                     | مستندی دربارهٔ زندگی احمد یاوری                                                        |
| ۱۳۸۹      | کلاه‌قرمزی ۹۰              | صدای عروسک، نویسنده خواننده، عکاس               | ایرج طهماسب                                                                   | گویندگی کلاه‌قرمزی، پسرخاله، گیگیلی و خانم بزرگ                                        |
| ۱۳۸۷      | کلاه‌قرمزی ۸۸              | صدای عروسک، بازیگر مهمان نویسنده، خواننده، عکاس | ایرج طهماسب                                                                   | گویندگی کلاه‌قرمزی، پسرخاله و گیگیلی                                                   |
| ۱۳۸۵      | کلاه قرمزی در فرنگ        | صدای عروسک، کارگردان، نویسنده                   | ایرج طهماسب، حمید جبلی                                                        | گویندگی کلاه قرمزی و پسرخاله                                                          |
| ۱۳۸۱      | کلاه‌قرمزی ۲               | صدای عروسک، نویسنده                             | ایرج طهماسب                                                                   | گویندگی کلاه‌قرمزی و پسرخاله                                                           |
| ۱۳۸۰      | چراغ جادو                 | طراح اولیه فیلمنامه                             | همایون اسعدیان                                                                | شبکه ۱                                                                                |
| ۱۳۷۹      | آژانس دوستی               | نویسنده، بازیگر                                 | احمد رمضان زاده، حمیدرضا صلاحمند، احمد زینال زاده، فرامرز قریبیان، کاوه دژکام | شبکه ۱                                                                                |
| ۱۳۷۷–۱۳۷۸ | زیر بازارچه               | نویسنده                                         | رضا ژیان                                                                      | در نوروز ۱۳۷۸ پخش شد.                                                                 |
| ۱۳۷۷      | خاله قورباغه              | سرپرست گویندگان عروسک نویسنده                   | مرضیه محبوب                                                                   |                                                                                       |
| ۱۳۷۷      | تکخوان                    | کارگردان، نویسنده                               | حمید جبلی                                                                     |                                                                                       |
| ۱۳۷۶      | یک روز به‌خصوص             | کارگردان، نویسنده                               | حمید جبلی                                                                     |                                                                                       |
| ۱۳۷۶      | عروسی ۷۷                  | بازیگر                                          | مهرداد پور احمد                                                               | در زمستان ۷۶ ساخته شد و در نوروز ۷۷ از شبکه یک پخش گردید                              |
| ۱۳۷۵–۱۳۷۶ | تهران ۱۱–۵۹۵ ج ۴۸         | نویسنده، بازیگر                                 | مرضیه برومند                                                                  | بازی در اپیزودهای «جمعه» و «سرانجام»                                                  |
| ۱۳۷۴      | ساعت کاغذی                | کارگردان، نویسنده                               | حمید جبلی                                                                     | سریال عروسکی                                                                          |
| ۱۳۷۳      | روز جهانی کودک            | عروسک‌گردان، صدای عروسک                          |                                                                               |                                                                                       |
| ۱۳۷۲–۱۳۷۳ | عید آمد، بهار آمد         | نویسنده                                         | ایرج طهماسب حسن دادشکر علی میری امیر فیضی                                     | کارگردان تلویزیونی: «مریم مصفا» در نوروز ۱۳۷۳، از برنامه کودک و نوجوان شبکه ۲ پخش شد. |
| ۱۳۷۲      | کلاه‌قرمزی و جغجغه و فرفره | عروسک‌گردان، صدای عروسک                          |                                                                               |                                                                                       |
| ۱۳۷۲      | جغجغه و داداشش            | نویسنده، کارگردان هنری                          | حمید جبلی                                                                     | برنامه کودک و نوجوان شبکه ۱                                                           |
| ۱۳۷۲      | صندوق پست                 | عروسک‌گردان، صدای عروسک                          |                                                                               |                                                                                       |
| ۱۳۷۲      | قصه‌های مادربزرگ           | عروسک‌گردان                                      |                                                                               |                                                                                       |
| ۱۳۷۱–۱۳۷۲ | خونه مادربزرگه            | عروسک‌گردان، صدای عروسک                          | مرضیه برومند                                                                  | شبکه ۲                                                                                |
| ۱۳۷۱      | آپارتمان                  | بازیگر                                          | اصغر هاشمی                                                                    | شبکه ۱                                                                                |
| ۱۳۷۱      | سال تحویل                 | کارگردان، نویسنده                               | حمید جبلی                                                                     |                                                                                       |
| ۱۳۷۱      | آرایشگاه زیبا             | بازیگر مهمان                                    | مرضیه برومند                                                                  | بازیگر میهمان در قسمت دهم سریال، در نقش «آقای شفیعی» دبیر فیزیک                       |
| ۱۳۷۰      | مش خیرالله صندوقچه اسرار  | بازیگر                                          | حسین فردرو داریوش مؤدبیان                                                     | بازی در اپیزود «قالیچه کاشی»                                                          |
| ۱۳۶۹      | آرایشگاه زیبا             | بازیگر میهمان                                   | مرضیه برومند                                                                  | شبکه ۲                                                                                |
| ۱۳۶۶      | طنزآوران جهان             | بازیگر                                          | حسین فردرو داریوش مؤدبیان                                                     |                                                                                       |
| ۱۳۶۵      | درون و برون               | کارگردان                                        | حمید جبلی                                                                     | سریال عروسکی                                                                          |
| ۱۳۶۴      | هادی و هدی                | عروسک‌گردان، صدای عروسک                          | اردشیر کشاورزی                                                                |                                                                                       |
| ۱۳۶۴      | لطایف الطوایف             | بازیگر                                          |                                                                               |                                                                                       |
| ۱۳۶۴      | تله‌فیلم «ابوریحان»        | بازیگر                                          | محمدعلی طالبی                                                                 | شبکه ۱ / تهیه‌کنندهٔ تلویزیونی: «میترا خامنه‌ای»                                         |
| ۱۳۶۳      | محله بهداشت               | بازیگر                                          | حسین فردرو داریوش مؤدبیان                                                     | به تهیه‌کنندگی مهران رسام و نویسندگی بیژن بیرنگ                                        |
| ۱۳۶۲      | داستان ریاضی‌دانان         | بازیگر                                          | محمدعلی طالبی                                                                 |                                                                                       |
| ۱۳۶۲      | از نو بسازیم              | بازیگر                                          | مینا تقوی                                                                     |                                                                                       |
| ۱۳۶۱      | محلهٔ برو بیا              | بازیگر                                          | حسین فردرو داریوش مؤدبیان                                                     | پخش آن در سال ۱۳۶۲ از شبکه دوم سیما (روزهای پنجشنبه) آغاز شد.                         |
| ۱۳۶۱      | مدرسه موش‌ها               | عروسک‌گردان، صدای عروسک                          | مرضیه برومند                                                                  | گویندگی شخصیت کپل                                                                     |
| ۱۳۶۱      | گرگ خونخوار، روباه مکار   | عروسک‌گردان، صدای عروسک                          |                                                                               |                                                                                       |
| ۱۳۶۰      | سقائک و شاخه بر سردانا    | کارگردان                                        | حمید جبلی                                                                     | سریال عروسکی                                                                          |
| ۱۳۶۰      | مثل‌آباد                   | بازیگر                                          | رضا ژیان                                                                      | کارگردان تلویزیونی: «مسعود فروتن»                                                     |
| ۱۳۵۹      | آدینه                     | بازیگر                                          | بهرام شاه محمد لو                                                             | در برنامه کودک و نوجوان پخش می‌شد.                                                     |

### تئاتر
- بازی در نمایش‌هایی چون: دایره گچی قفقازی (۱۳۵۸)، دونده تنها (۱۳۵۹)، یک جفت کفش برای زهرا (۱۳۵۹)، اولدوز و کلاغ‌ها (۱۳۶۰)، بریم کمک بابابزرگ (۱۳۶۰)، زنگ آخر (۱۳۶۰)، ماهان کوشیار (۱۳۶۴)، هملت با سالاد فصل (۱۳۶۶)، چمدان (۱۳۷۰)، دوستان بامحبت (نویسندگی و بازی-۱۳۷۷)
- عروسک گردانی نمایش‌هایی چون: داستان خرس کوچک (۱۳۶۰)، دیو چو بیرون رود (۱۳۶۱)، سارا (۱۳۶۳)، زال و سیمرغ (۱۳۶۵)، شاخه گلی برای آدم آهنی (۱۳۶۷)، ماه پیشونی (۱۳۷۱)

### نویسنده
- کودک شصت ساله:دو جلد پریان۱۳۹۸و۱۴۰۰
- دوستان بامحبت، نمایشنامه، نشر پریان، ۱۳۹۵
- عشق روی خر پشته، نمایشنامه، نشر پریان، ۱۳۹۷[۴]